# Mont Aigoual
De Mont Aigoual ("Regenberg") is een berg van het Massief de l'Aigoual en ligt op de grens tussen de departementen Lozère en Gard in Frankrijk. Hij is circa 1565 meter hoog en daarmee de hoogste top van de Gard en de een na hoogste van de Lozère en de Cevennen. Sinds 2021 is 75 hectare beukenbos op de Aigoual erkend als Unesco-Werelderfgoed (onderdeel van Oude en voorhistorische beukenbossen van de Karpaten en andere regio's van Europa).

## Naam
De naam van de berg is ontleend aan de overvloedige regens die de flanken teisteren. De warme vochtige lucht uit het zuidelijke Rhônedal stijgt op tegen de Cevennen en leidt tot neerslag op de "Regenberg".

## Ligging
De Mont Aigoual ligt tussen Meyrueis en Le Vigan op de hoofdkam van de Cevennen. De dichtstbijzijnde plaats bij de top van de berg is l'Espérou.
De top van de Mont Aigoual kan bereikt worden via een groot aantal wegen, die op de flanken van de berg samenkomen. Men kan de top bereiken via volgende wegen:
- vanuit Valleraugue: via l'Espérou. Een brede weg (D986) die langzaam klimt, maar daardoor zeer lang is (28 kilometer aan 4,3%). De meest gebruikte route naar de top.
- vanuit Taleyrac: via de Col de la Lusette (kleine afdaling), l'Espérou en de Col de Serreyrède
- vanuit l'Arboux: via de Col des Vieilles (kleine afdaling), de Col de la Lusette (kleine afdaling), l'Espérou en de Col de Serreyrède
- vanuit Le Vigan via de Col du Minier, l'Espérou en de Col de Serreyrède
- vanuit Saint-Jean-du-Bruel: via Dourbies, l'Espérou en de Col de Serreyrède
- vanuit Saint-Jean-du-Bruel: via de Col de la Pierre Plantée, de D151 (kleine afdaling), Dourbies, l'Espérou en de Col de Serreyrède
- vanuit Saint-Jean-du-Bruel: via de Col de la Pierre Plantée, de D710 (kleine afdaling) en de Col de Serreyrède
- vanuit Trèves: via de Col de la Pierre Plantée, de D710 (kleine afdaling) en de Col de Serreyrède
- vanuit Trèves: via Camprieu en de Col de Serreyrède
- vanuit Meyrueis: via de D986 en de Col de Serreyrède
- vanuit Meyrueis: via de Col de Perjuret
- vanuit Fraissinet-de-Fourques: via de Col de Perjuret
- vanuit Rousses: rechtstreeks
- vanuit Saint-André-de-Valborgne: via de Col Salidès (kleine afdaling)

### Hydrologie
De Mont Aigual ligt op de waterscheiding tussen de Atlantische Oceaan en de Middellandse Zee. Deze waterscheiding loopt over de hoofdkam van de Cevennen. De bergtop ligt op de waterscheiding van de rivieren de Hérault en de Tarnon, een zijrivier van de Tarn (Garonne). Verder wateren delen van de berg af via de Gardon de St-Jean, Dourbie, Trèvezel (zijrivier van de Dourbie), Bonheur (zijrivier van de Trèvezel), Brèze (zijrivier van de Jonte) en Jonte.

## Observatorium
Boven op de top van de berg is sinds 1887 een observatorium van de Franse meteorologische dienst gevestigd. Dit centrum is te bezoeken en documenteert weersverwachtingen en informatie over het weer. De gemiddelde neerslag op Mont Aigoual bedraagt circa 2250 mm per jaar.

## Toerisme
Er zijn wandelingen te maken zoals de Sentier des Botanistes en de Sentier des 4000 marches. Er is ook een wintersportgebied bij l'Esperou.

## Sport
Mont Aigoual was op 3 september 2020 aankomstplaats van de zesde etappe van de Ronde van Frankrijk. Deze werd gewonnen door de Kazach Aleksej Loetsenko. De top van de Mont Aigoual werd bereikt nadat eerst de steile Col de la Lusette werd beklommen.

## Afbeeldingen

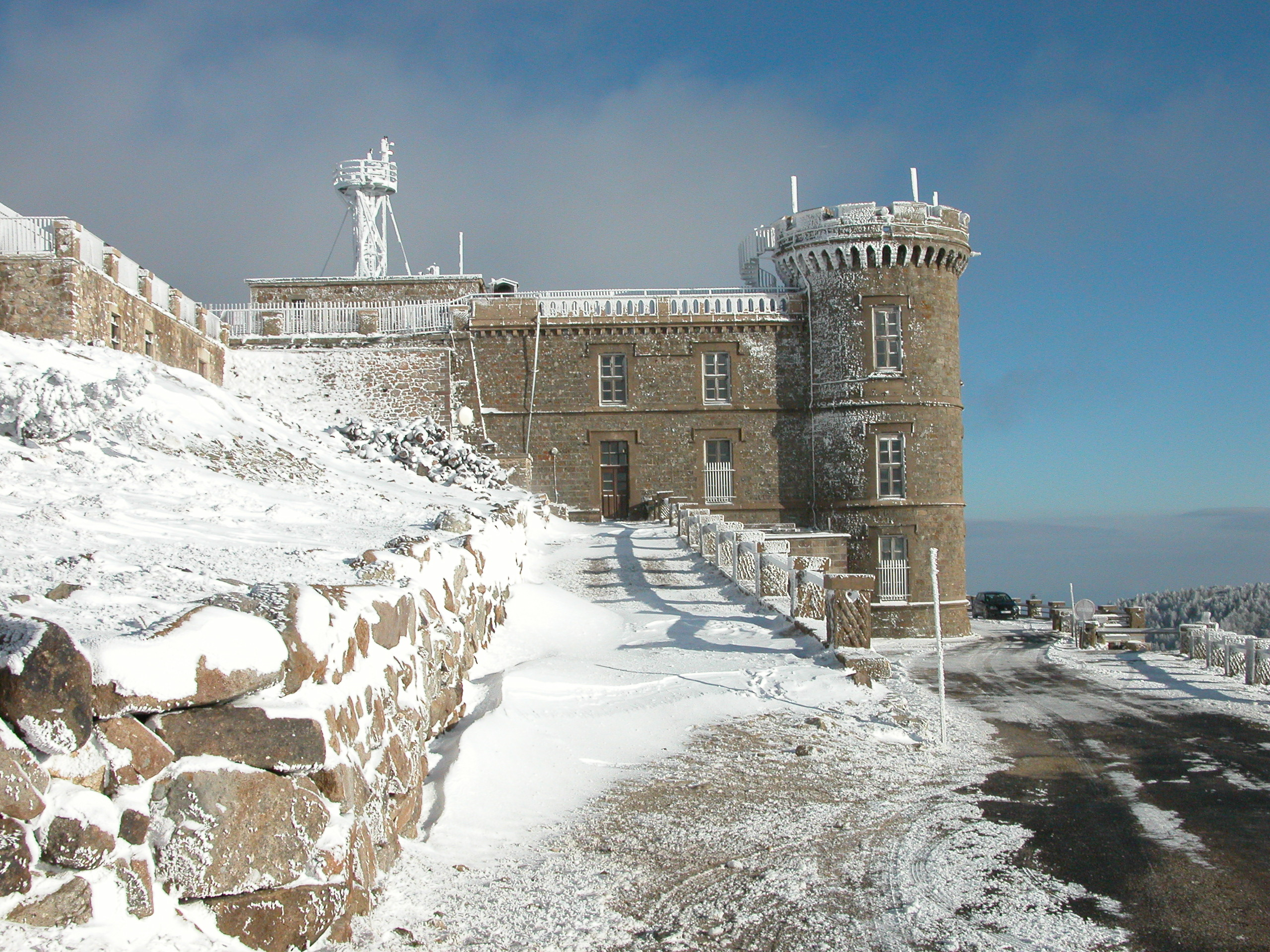
observatorium Météo France
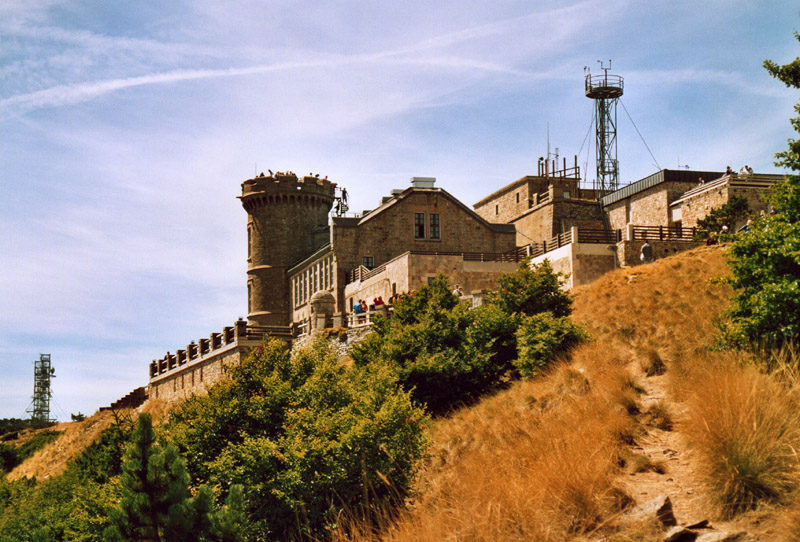
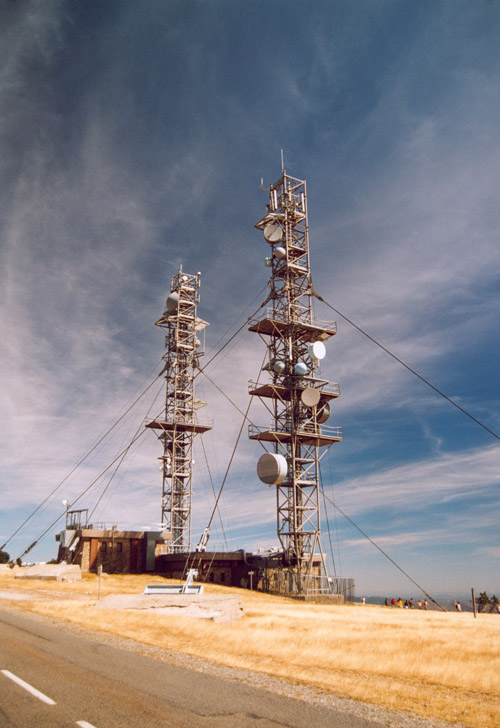
Antennes voor telecommunicatie

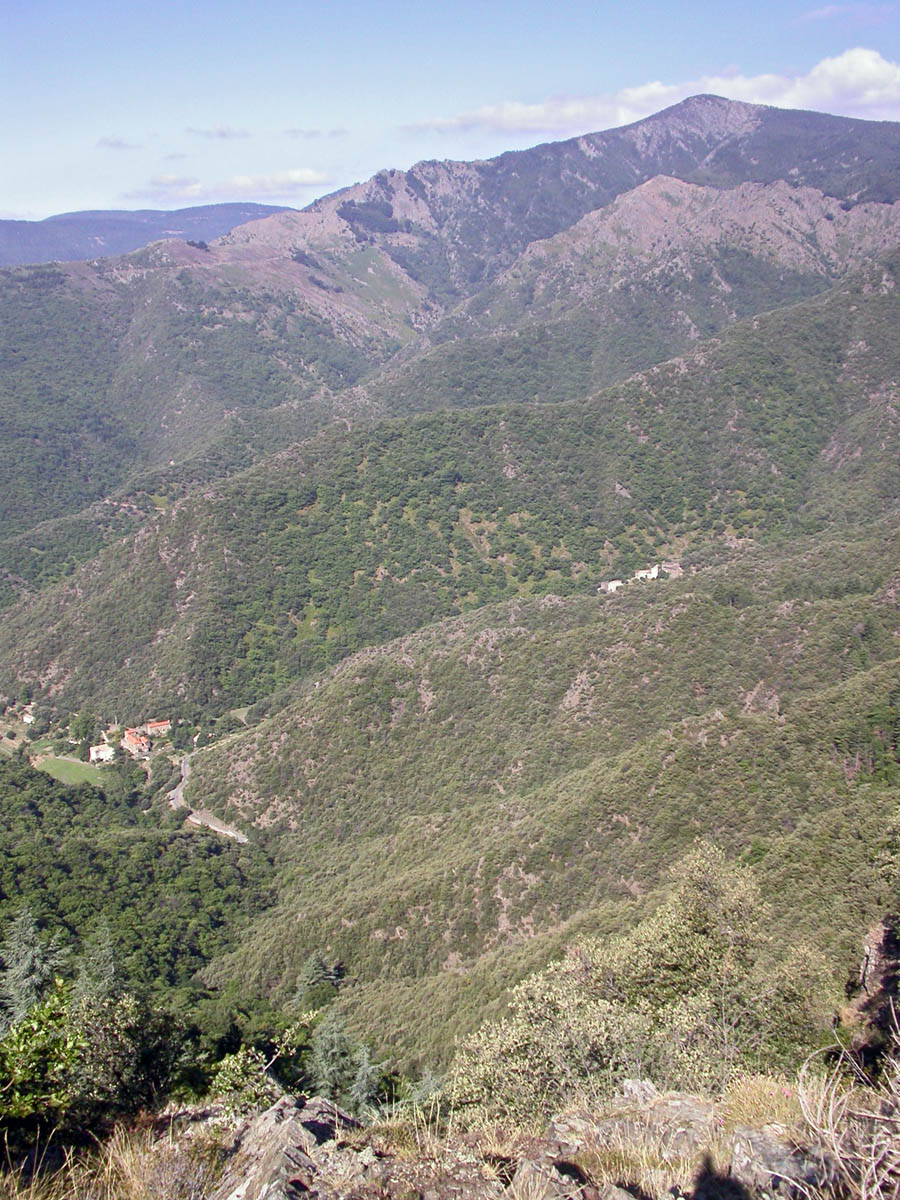
Oostzijde van de berg
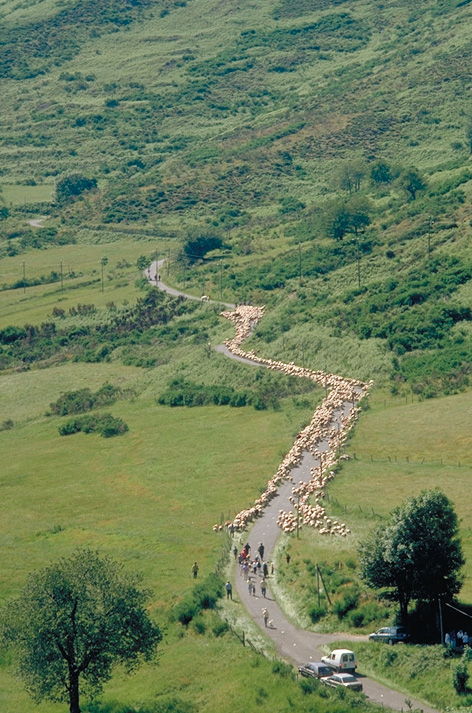
Transhumance op de hellingen van de Mont Aigoual.